# Пам'ятник Івану Харитоненку (Суми)
Пам'ятник Іванові Харитоненку в Сумах — пам'ятник відомому цукрозаводчику і меценату Іванові Герасимовичу Харитоненку (1820—1891) у Сумах.
Пам'ятник, розташовано в самому середмісті Сум — на Покровській (кол. Червоній) площі.

## З історії пам'ятника
Визнаючи заслуги (серед іншого фінансування будівництва Троїцької церкви, реального училища, лікарні Святої Зінаїди тощо) перед містом родини Харитоненків і, зокрема, І. Г. Харитоненка, головна контора торгового будинку якого «Харитоненко і Син» містилась саме в Сумах, вдячні містяни наприкінці XIX століття прийняли рішення спорудити пам'ятник засновнику династії цукрозаводчиків і меценатів.
Зведення монументу здійснювалось за кошти пожертвувань самих містян. Відтак, 1899 року за проектом скульпторів О. М. Опєкушина та Аристида Круазі у середмісті Сум постав пам'ятник І. Г. Харитоненку, загальний вид якого був неокласичним. Скульптура Харитоненка була виготовлена із бронзи у Франції, постамент спорудили із фінського мармуру.
Після Жовтневого перевороту 1917 року пам'ятник, точніше скульптуру І. Г. Харитоненка, у 1918 році знищили більшовики. На постаменті, який лишився, згодом було встановлено фігуру «вождя пролетаріату» В. І. Леніна. Таким чином, пам'ятник став оплотом радянської пропаганди.
Зі здобуттям незалежності України в 1991 році і підйомом національної свідомості українців Суми стали одним з небагатьох міст на Сході України, де знесли пам'ятник Леніну. Більше того, на старий постамент було «повернуто» фігуру видатного містянина І. Г. Харитоненка.  Відтворення пам'ятника Харитоненку за старими фото здійснено 1996 року місцевим скульптором Анатолієм Аврамовичем Івченком.

## Галерея

Пам'ятник (ракурс)
скульптура Івана Харитоненка
фрагмент скульптури (верхня частина)
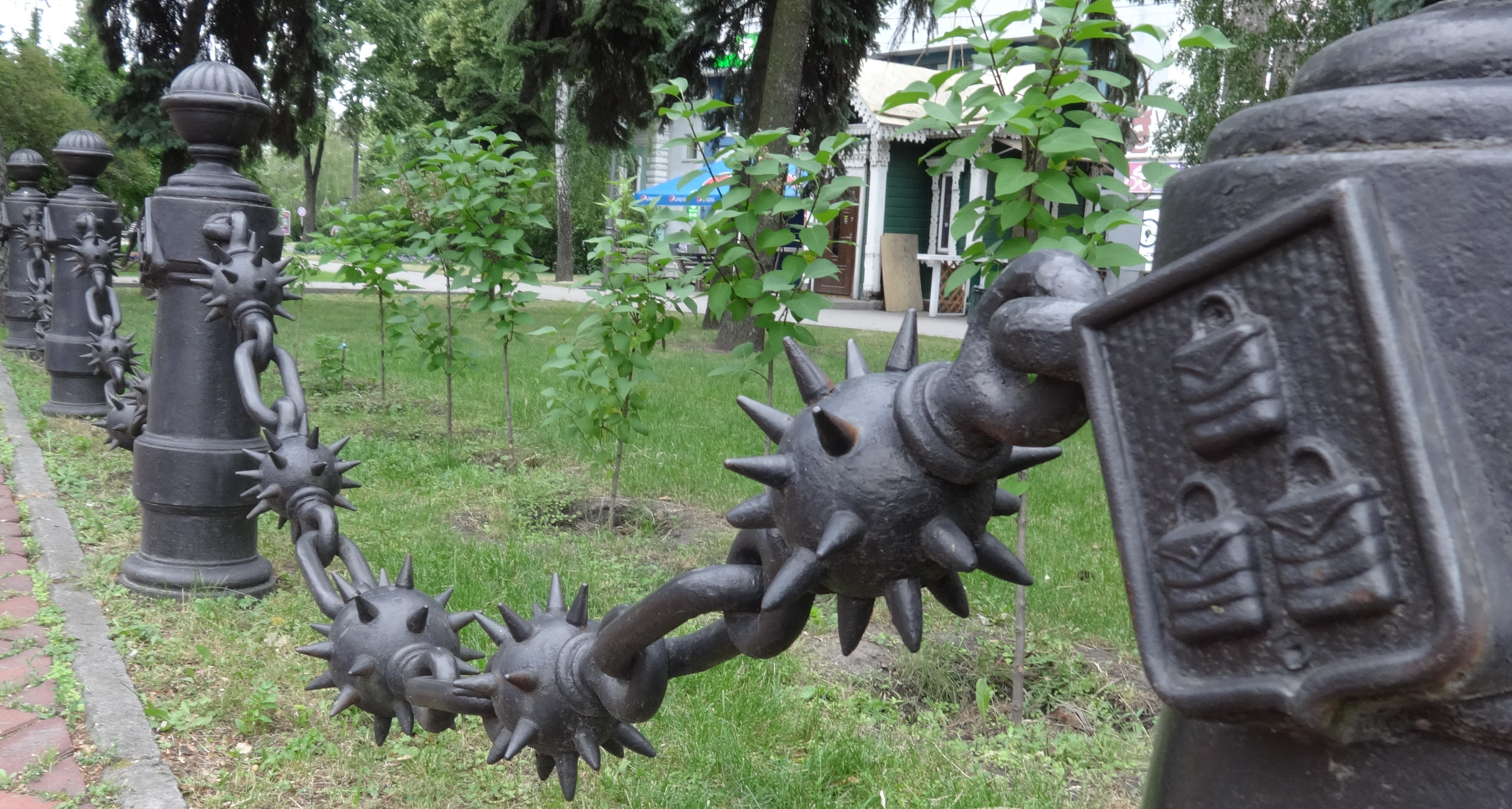
Фрагмент огорожі біля пам'ятника Івану Харитоненку

## Виноски
1. ↑  Автомобільна прогулянка Україною. Путівник., К.: «Балтія-друк», 2007, стор. 444